# Brayan Gil
Brayan Alexander Gil Hurtado (Cali, 28 giugno 2001) è un calciatore salvadoregno con cittadinanza colombiana, attaccante del Baltika.

## Biografia
Nato a Cali, all'età di 4 anni si è trasferito con la famiglia ad El Salvador, poiché suo padre, Cristian, aveva trascorso una parte della sua carriera nel paese centramericano.

## Carriera

### Club
Nel 2019 si è unito nelle file del FAS, formazione militante nella massima serie salvadoregna. Nel gennaio del 2020, viene girato in prestito ai belgi del Gent fino al termine della stagione. Tuttavia, non viene mai impiegato in incontri ufficiali, e nell'agosto successivo è ritornato a giocare in patria, firmando con l'Alianza Petrolera.

### Nazionale
Segna il suo primo gol in nazionale maggiore il 4 luglio 2023, nella gara di Gold Cup 2023 pareggiata 2-2 contro Panama.

## Statistiche

### Presenze e reti nei club
Statistiche aggiornate all'8 dicembre 2021.
| Stagione                 | Squadra                  | Campionato               | Campionato | Campionato | Coppe nazionali | Coppe nazionali | Coppe nazionali | Coppe continentali | Coppe continentali | Coppe continentali | Altre coppe | Altre coppe | Altre coppe | Totale | Totale |
| Stagione                 | Squadra                  | Comp                     | Pres       | Reti       | Comp            | Pres            | Reti            | Comp               | Pres               | Reti               | Comp        | Pres        | Reti        | Pres   | Reti   |
| ------------------------ | ------------------------ | ------------------------ | ---------- | ---------- | --------------- | --------------- | --------------- | ------------------ | ------------------ | ------------------ | ----------- | ----------- | ----------- | ------ | ------ |
| 2019-gen. 2020           | FAS                      | PD                       | 25         | 16         |                 | -               | -               |                    | -                  | -                  |             | -           | -           | 25     | 16     |
| gen.-giu. 2020           | Gent                     | D1                       | 0          | 0          |                 | -               | -               | UEL                | 0                  | 0                  |             | -           | -           | 0      | 0      |
| ago.-dic. 2020           | Alianza Petrolera        | A                        | 7          | 0          | CC              | 3               | 3               |                    | -                  | -                  |             | -           | -           | 10     | 3      |
| 2021                     | Alianza Petrolera        | A                        | 33         | 2          | CC              | 1               | 0               |                    | -                  | -                  |             | -           | -           | 34     | 2      |
| Totale Alianza Petrolera | Totale Alianza Petrolera | Totale Alianza Petrolera | 40         | 2          |                 | 4               | 3               |                    | -                  | -                  |             | -           | -           | 44     | 5      |
| Totale carriera          | Totale carriera          | Totale carriera          | 65         | 18         |                 | 4               | 3               |                    | 0                  | 0                  |             | -           | -           | 69     | 21     |

### Cronologia presenze e reti in nazionale
| Cronologia completa delle presenze e delle reti in nazionale ― El Salvador | Cronologia completa delle presenze e delle reti in nazionale ― El Salvador | Cronologia completa delle presenze e delle reti in nazionale ― El Salvador | Cronologia completa delle presenze e delle reti in nazionale ― El Salvador | Cronologia completa delle presenze e delle reti in nazionale ― El Salvador | Cronologia completa delle presenze e delle reti in nazionale ― El Salvador | Cronologia completa delle presenze e delle reti in nazionale ― El Salvador | Cronologia completa delle presenze e delle reti in nazionale ― El Salvador |
| Data                                                                       | Città                                                                      | In casa                                                                    | Risultato                                                                  | Ospiti                                                                     | Competizione                                                               | Reti                                                                       | Note                                                                       |
| -------------------------------------------------------------------------- | -------------------------------------------------------------------------- | -------------------------------------------------------------------------- | -------------------------------------------------------------------------- | -------------------------------------------------------------------------- | -------------------------------------------------------------------------- | -------------------------------------------------------------------------- | -------------------------------------------------------------------------- |
| 27-3-2023                                                                  | Orlando                                                                    | Stati Uniti                                                                | 1 – 0                                                                      | El Salvador                                                                | CONCACAF Nations League 2022-2023 - 1º turno                               | -                                                                          | 69’                                                                        |
| 15-6-2023                                                                  | Toyota                                                                     | Giappone                                                                   | 6 – 0                                                                      | El Salvador                                                                | Amichevole                                                                 | -                                                                          | 67’                                                                        |
| 20-6-2023                                                                  | Daejeon                                                                    | Corea del Sud                                                              | 1 – 1                                                                      | El Salvador                                                                | Amichevole                                                                 | -                                                                          | 81’                                                                        |
| 26-6-2023                                                                  | Fort Lauderdale                                                            | El Salvador                                                                | 1 – 2                                                                      | Martinica                                                                  | Gold Cup 2023 - 1º turno                                                   | -                                                                          | 75’                                                                        |
| 30-6-2023                                                                  | Harrison                                                                   | El Salvador                                                                | 0 – 0                                                                      | Costa Rica                                                                 | Gold Cup 2023 - 1º turno                                                   | -                                                                          | 90’                                                                        |
| 4-7-2023                                                                   | Houston                                                                    | Panama                                                                     | 2 – 2                                                                      | El Salvador                                                                | Gold Cup 2023 - 1º turno                                                   | 1                                                                          | 84’                                                                        |
| 7-9-2023                                                                   | Città del Guatemala                                                        | Guatemala                                                                  | 2 – 0                                                                      | El Salvador                                                                | CONCACAF Nations League 2023-2024 - 1º turno                               | -                                                                          | 66’                                                                        |
| 10-9-2023                                                                  | San Salvador                                                               | El Salvador                                                                | 2 – 3                                                                      | Trinidad e Tobago                                                          | CONCACAF Nations League 2023-2024 - 1º turno                               | 1                                                                          |                                                                            |
| 13-10-2023                                                                 | Fort-de-France                                                             | Martinica                                                                  | 1 – 0                                                                      | El Salvador                                                                | CONCACAF Nations League 2023-2024 - 1º turno                               | -                                                                          |                                                                            |
| 17-10-2023                                                                 | San Salvador                                                               | El Salvador                                                                | 0 – 0                                                                      | Martinica                                                                  | CONCACAF Nations League 2023-2024 - 1º turno                               | -                                                                          |                                                                            |
| 26-3-2024                                                                  | Houston                                                                    | El Salvador                                                                | 1 – 1                                                                      | Honduras                                                                   | Amichevole                                                                 | 1                                                                          |                                                                            |
| 6-6-2025                                                                   | The Valley                                                                 | Anguilla                                                                   | 0 – 3                                                                      | El Salvador                                                                | Qual. Mondiali 2026                                                        | 1                                                                          | 75’                                                                        |
| 10-6-2025                                                                  | San Salvador                                                               | El Salvador                                                                | 1 – 1                                                                      | Suriname                                                                   | Qual. Mondiali 2026                                                        | 1                                                                          |                                                                            |
| 17-6-2025                                                                  | San Jose                                                                   | Curaçao                                                                    | 0 – 0                                                                      | El Salvador                                                                | Gold Cup 2025 - 1° turno                                                   | -                                                                          | 45+1’ 77’                                                                  |
| 21-6-2025                                                                  | Houston                                                                    | Honduras                                                                   | 2 – 0                                                                      | El Salvador                                                                | Gold Cup 2025 - 1° turno                                                   | -                                                                          |                                                                            |
| Totale                                                                     |                                                                            | Presenze                                                                   | 15                                                                         |                                                                            | Reti                                                                       | 5                                                                          |                                                                            |

## Palmarès

### Club

#### Competizioni nazionali
- Pervaja Liga: 1

Baltika: 2024-2025